# Panthers de FIU
Les Panthers de FIU (en anglais : FIU Panthers) sont un club omnisports universitaire de l'Université de Florida International à Miami (Floride). Les équipes des Panthers participent aux compétitions universitaires organisées par la National Collegiate Athletic Association et évolue dans la Conference USA.